# Nuoto al IX Festival olimpico estivo della gioventù europea
Le competizioni di nuoto al IX Festival olimpico estivo della gioventù europea si sono svolte dal 21 al 29 luglio 2007 a Belgrado, in Serbia

## Podi

### Ragazzi
| Evento                 | Oro                                                                         | Argento                                                               | Bronzo                                                                            |
| 50 m stile libero      | Fabio Gimondi 23,46                                                         | Yannick Agnel 23,76                                                   | Soren Barthel 24,09                                                               |
| 100 m stile libero     | Danila Izotov 51,23                                                         | Francesco Donin 51,49                                                 | Nosy Pelagie 51,88                                                                |
| 200 m stile libero     | Danila Izotov 1:51,03                                                       | Kozma Dominik 1:52,47                                                 | Francesco Donin 1:53,77                                                           |
| 400 m stile libero     | Danila Izotov 3:58,70                                                       | Krzysztof Pielowski 4:00,26                                           | Bemek Péter 4:01,19                                                               |
| 1500 m stile libero    | Krzysztof Pielowski 15:43,55                                                | Sergey Strelnikov 15:49,45                                            | Gyurta Gergely 15:49,76                                                           |
| 100 m dorso            | Marco Fanti Rovetta 57,66                                                   | Radoslaw Kawecki 58,39                                                | Szilágyi Ádám 58,60                                                               |
| 200 m dorso            | Radoslaw Kawecki 2:05,36                                                    | Zámbó Balázs 2:06,32                                                  | Linus Junefelt 2:07,13                                                            |
| 100 m rana             | Andrea Toniato 1:04,06                                                      | Troy Arnicke 1:04,64                                                  | Johan Johansson 1:04,87                                                           |
| 200 m rana             | Troy Arnicke 2:18,31                                                        | Anton Lagerqvist 2:19,25                                              | Kozma Dominik 2:20,14                                                             |
| 100 m farfalla         | Kirill Chibisov 55,53                                                       | Melvin Herrmann 56,45                                                 | Karl Botha 56,50                                                                  |
| 200 m farfalla         | Sergej Ivanov 2:01,97                                                       | Piotr Luczak 2:03,33                                                  | Szána Zsombor 2:04,82                                                             |
| 200 m misti            | Roberto Pavoni 2:06,96                                                      | Kozma Dominik 2:07,03                                                 | Marcin Cieslak 2:08,30                                                            |
| 400 m misti            | Roberto Pavoni 4:28,19                                                      | Stefano Rossa 4:29,79                                                 | Sergey Strelnikov 4:31,45                                                         |
| 4 × 100 m stile libero | Italia Francesco Donin Andrea Toniato Dario Palladino Fabio Gimondi 3:28,48 | Germania Joel Ax Melvin Herrmann Manuel Belzer Soren Barthel 3:29,78  | Belgio Jasper Aerents Matthias De Geeter Dieter Dekoninck Axel Vandevelde 3:32,41 |
| 4 × 100 m misti        | Russia ' Pavel Kosmynin Kirill Chibisov Egor Volkov Ivan Udalov 3:50,52     | Germania Alexander Peter Melvin Herrmann Troy Arnicke Joel Ax 3:51,60 | Regno Unito Adam John Karl Botha Douglas Scott Thomas Parris 3:51,66              |

### Ragazze
| Evento                 | Oro                                                                              | Argento                                                                | Bronzo                                                                       |
| 50 m stile libero      | Silvia Di Pietro 26,23                                                           | Silke Lippok 26,62                                                     | Dobár Éva 26,83                                                              |
| 100 m stile libero     | Sarah Sjostrom 56,46                                                             | Silke Lippok 57,87                                                     | Nicole Villani 58,82                                                         |
| 200 m stile libero     | Melanie Radicke 2:04,23                                                          | Ursa Bezan 2:06,45                                                     | Lucy Ellis 2:06,55                                                           |
| 400 m stile libero     | Melanie Radicke 4:21,11                                                          | Aimee Willmott 4:21,40                                                 | Grainne Murphy 4:21,89                                                       |
| 800 m stile libero     | Jessica Thielmann 8:53,48                                                        | Kapás Boglárka 8:54,55                                                 | Melanie Radicke 8:55,99                                                      |
| 100 m dorso            | Alevtina Orlova 1:04,24                                                          | Klaudia Nazieblo 1:05,73                                               | Marie Jugnet 1:05,74                                                         |
| 200 m dorso            | Marie Jugnet 2:16,32                                                             | Klaudia Nazieblo 2:18,72                                               | Aimee Willmott 2:18,92                                                       |
| 100 m rana             | Pamela Gabrieli 1:12,75                                                          | Sara Lougher 1:13,47                                                   | Czifra Cecília 1:14,21                                                       |
| 200 m rana             | Pamela Gabrieli 2:34,58                                                          | Noora Laukkanen 2:36,31                                                | Temesszentandrási Eszter 2:37,73                                             |
| 100 m farfalla         | Silvia Di Pietro 1:00,60                                                         | Sarah Sjostrom 1:00,69                                                 | Sophie Ward 1:02,56                                                          |
| 200 m farfalla         | Sophie Ward 2:17,43                                                              | Alessia Polieri 2:17,91                                                | Judith Ignacio 2:18,10                                                       |
| 200 m misti            | Aimee Willmott 2:19,37                                                           | Katarina Listopadova 2:21,51                                           | Jókay Orsolya 2:23,11                                                        |
| 400 m misti            | Aimee Willmott 4:50,32                                                           | Anna Yevchak 4:57,57                                                   | Amalie Emma Thomsen 4:59,42                                                  |
| 4 × 100 m stile libero | Germania Melanie Radicke Juliane Reinhold Silke Lippok Paulina Schmiedel 3:54,64 | Regno Unito Lucy Ellis Sophie Ward Emma Graham Stephanie King 3:55,89  | Svezia Lovisa Ericsson Josefin Lindkvist Sarah Sjostrom Ida Lindborg 3:57,01 |
| 4 × 100 m misti        | Italia ' Aglaia Pezzato Silvia Di Pietro Pamela Gabrieli Nicole Villani 4:19,59  | Ungheria Bagó Antónia Czifra Cecília Dobár Éva Földházi Zsófia 4:21,22 | Germania Paulina Wiechmann Lena Kalla Anna-Marie Macht Silke Lippok 4:22,85  |

### Miste
| Evento          | Oro                                                                      | Argento                                                                              | Bronzo                                                                               |
| 4 × 200 m misti | Russia Ivan Udalov Danila Izotov Antonina Faustova Vera Artemova 8:02,74 | Italia Dario Palladino Francesco Donin Chiara Masini Luccetti Nicole Villani 8:05,83 | Polonia Wojciech Szamotulski Aleksy Otlowski Natalia Pawlaczek Mirela Olczak 8:06,22 |